# Đặng Khẩu
Đặng Khẩu (tiếng Trung: 磴口县; bính âm: Dèng kǒu xiàn), là một huyện của địa cấp thị Bayan Nur (Ba Ngạn Náo Nhĩ), khu tự trị Nội Mông Cổ, Trung Quốc.

### Trấn
- Ba Ngạn Cao Lặc (巴彦高勒镇)
- Bổ Long Náo Nhĩ (补隆淖尔镇)
- Hiệp Thành (协城镇)
- Long Thịnh Hiệp (隆盛合镇)

### Hương
- Độ Khẩu (渡口乡)
- Công Địa (公地乡)

### Tô mộc
- Sa Kim Sáo Hải (沙金套海苏木)
- Cáp Đằng Sáo Hải (哈腾套海苏木)

### Khác
- Nông trường Ô Lan Bố Hòa (乌兰布和农场)
- Nông trường Ba Ngạn Sáo Hải (巴彦套海农场)
- Nông trường Cáp Đằng Sáo Hải (哈腾套海农场)
- Nông trường Nạp Lâm Sáo Hải (纳林套海农场)
- Trung tâm nghiệm lâm nghiệp sa mạc (沙漠林业实验中心)